# Marek Jóźwiak
 (janvier 2012).
Si vous disposez d'ouvrages ou d'articles de référence ou si vous connaissez des sites web de qualité traitant du thème abordé ici, merci de compléter l'article en donnant les références utiles à sa vérifiabilité et en les liant à la section « Notes et références ».
Marek Jóźwiak, né le 21 août 1967 à Raciaz en Pologne, est un footballeur polonais évoluant au poste de défenseur central. 
À la suite de sa carrière, il devient directeur sportif.

## Biographie
Marek Jóźwiak mesure 1,90 m pour un poids de 82 kg. Son poste de prédilection était stoppeur (défenseur central). Après avoir fait ses classes dans le club de sa ville natale et dans de petits clubs, il rejoint le grand Legia Varsovie, où il découvre le très haut niveau avec notamment les 1/2 finales de la Coupe d'Europe des Vainqueurs de Coupe en 1991 et les 1/4 de finale de la Ligue des champions en 1996. Le 5 juillet 1992, il honore sa première sélection contre le Guatemala (2-2).
En 1996, il décide de tenter sa chance à l'étranger et découvre la Ligue 1 avec l'EA Guingamp. Il s'impose comme l'un des meilleurs à son poste et devient aussi le chouchou du public costarmoricain. Avec le club breton, il joue les 1/32 de finale de la Coupe de l'UEFA en 1997 contre l'Inter Milan (0-3, 1-1), ce qui est alors la première participation européenne du club. La même saison, il joue la première finale de la Coupe de France du club breton.
En 2000, il part en Chine, mais l'expérience tourne court et il revient au pays, au Legia Varsovie, où il écrit les dernières lignes de son palmarès.

## Palmarès
- Avec le Legia Varsovie :
  - Champion de Pologne en 1994, 1995 et 2002
  - Vainqueur de la Coupe de Pologne en 1989, 1990, 1994 et 1995
  - Vainqueur de la Coupe de la Ligue en 2002
  - Vainqueur de la Super-Coupe de Pologne en 1990 et 1995

- Avec l'EA Guingamp :
  - Vainqueur de la Coupe Intertoto en 1996
  - Finaliste de la Coupe de France en 1997

## Distinctions personnelles
- Membre de l'équipe type du siècle de l'EA Guingamp (équipe type établie le 9 mai 2012 par les lecteurs du journal Ouest-France)